# Vuelo controlado contra el terreno

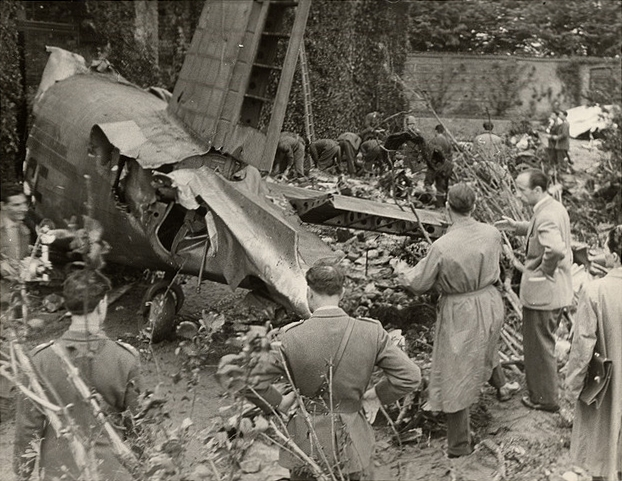
Restos del avión siniestrado tras la Tragedia de Superga en 1949.

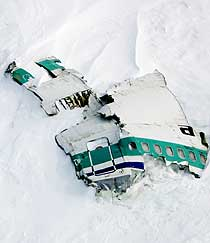
Restos del vuelo 901 de Air New Zealand, un accidente de CFIT ocurrido en 1979 en la Antártida.

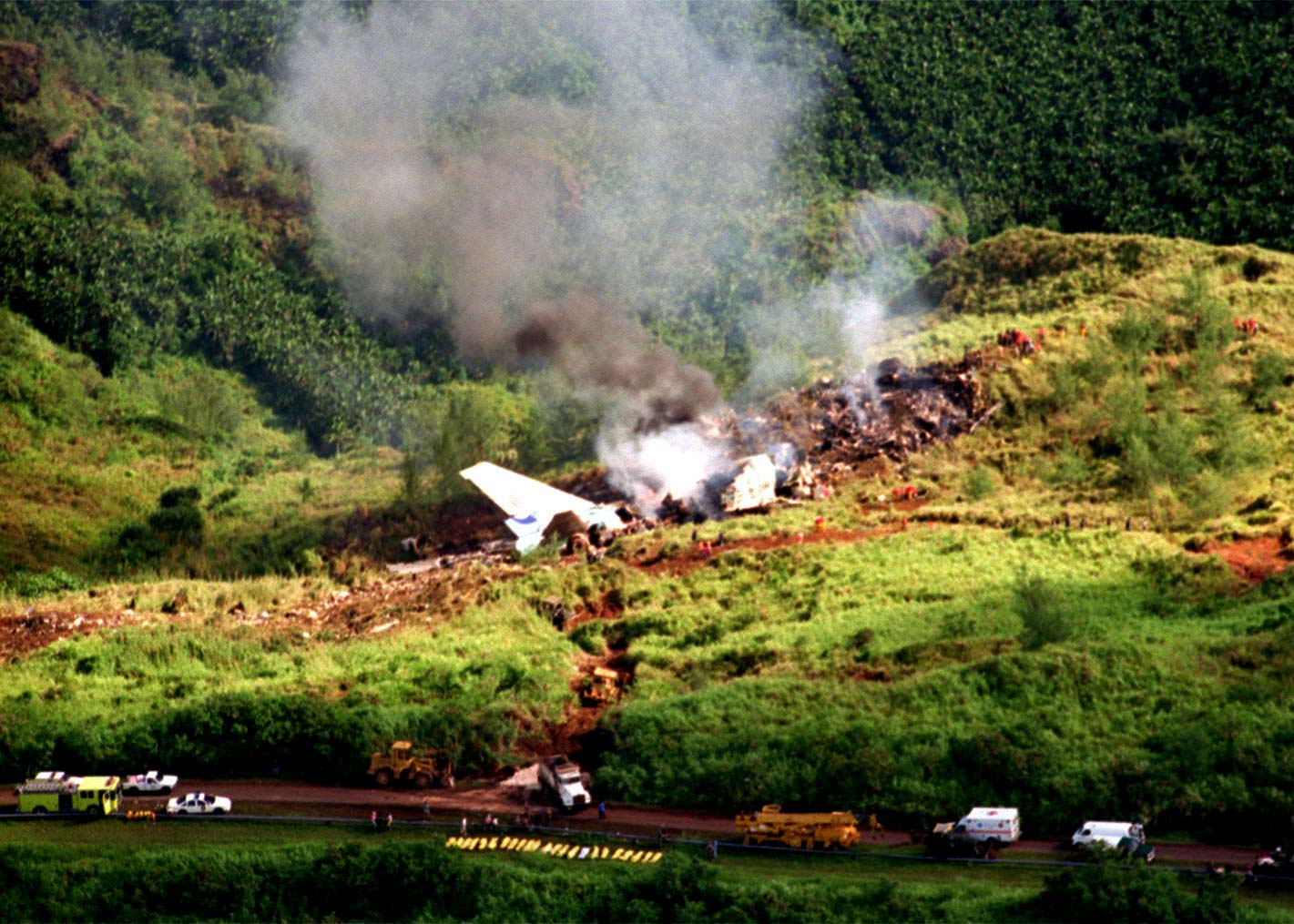
Restos del vuelo 801 de Korean Air tras el impacto (1997).

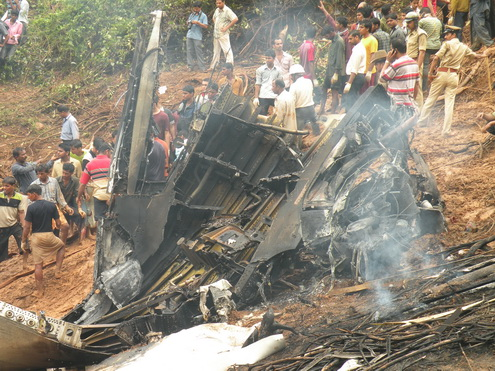
Restos del vuelo 812 de Air India Express, siniestrado en 2010.

El vuelo controlado contra el terreno (CFIT por sus siglas en inglés), también llamado vuelo controlado contra un obstáculo, colisión contra el terreno en vuelo controlado o impacto contra el terreno sin pérdida de control, es el tipo de colisión en el cual una aeronave, bajo total control del piloto, vuela de manera inadvertida contra el terreno o contra un obstáculo. En estas situaciones, los pilotos usualmente no son conscientes del peligro hasta que ya es muy tarde para hacer algo al respecto.
En aviación civil, y especialmente en la aviación privada, el vuelo controlado contra el terreno es conocido de manera sarcástica como el resultado de «nubes con hueso» o «cumulogranito» (de la unión de los términos cúmulus y granito) cuando es causado por el choque contra un terreno oculto bajo un manto de nubes. A veces, este evento es descrito como el acto de volar un avión en perfectas condiciones contra el terreno.
Pilotos con cualquier tipo de experiencia, incluso los altamente entrenados y experimentados, pueden sufrir de un evento de vuelo controlado contra el terreno. La fatiga, la pérdida de conciencia situacional o la desorientación son claves en este tipo de accidentes. Estos incidentes usualmente involucran terreno montañoso y pobre visibilidad, generalmente causada por nubes y niebla. La mayoría de incidentes de este tipo ocurre durante el despegue y el aterrizaje.
El vuelo controlado contra el terreno puede estar asociado con un mal funcionamiento de los equipos del avión. Si el mal funcionamiento se da en una pieza del equipo de navegación, esto puede llevar a la tripulación a guiar de manera incorrecta al avión sin importar la información de otros equipos o sin importar si hay cielo despejado, lo que le permitiría a la tripulación notar la proximidad con el terreno. 
Con el fin de evitar este tipo de accidentes, los constructores de aeronaves y las autoridades en materia de seguridad aérea han desarrollado sistemas como el Aviso de proximidad a Tierra (GPWS o EGPWS), que usa un radioaltímetro para su funcionamiento. Las estadísticas muestran que las aeronaves equipadas con la última generación de EGPWS no han sufrido accidentes de este tipo de vuelo controlado contra el terreno.

## Accidentes notables
Entre los accidentes más conocidos producto de este evento se encuentran:
- La tragedia de Superga - 4 de mayo de 1949
- El vuelo 1903 de Dan Air - 3 de julio de 1970
- El vuelo 602 de Iberia - 7 de enero de 1972
- El vuelo 571 de la Fuerza Aérea Uruguaya, conocido también como El milagro de los Andes - 13 de octubre de 1972
- El vuelo 118 de Aviaco - 13 de agosto de 1973
- El vuelo 138 de Martinair - 4 de diciembre de 1974
- El vuelo 452 de Turkish Airlines - 19 de septiembre de 1976
- El vuelo 001 de Icelandic Arlines - 15 de noviembre - de 1978
- El vuelo 901 de Air New Zealand - 28 de noviembre de 1979
- El vuelo 1008 de Dan Air - 25 de abril de 1980
- El vuelo 1308 de Inex-Adria Aviopromet - 1 de diciembre de 1981
- El vuelo 11 de Avianca - 27 de noviembre de 1983
- El vuelo 610 de Iberia - 19 de febrero de 1985
- El vuelo 3782 de Condor Flugdienst - 2 de enero de 1988
- El vuelo 410 de Avianca - 17 de marzo de 1988
- El vuelo 1851 de Independent Air - 8 de febrero de 1989
- El vuelo 404 de Alitalia - 14 de noviembre de 1990
- El vuelo 148 de Air Inter - 20 de enero de 1992
- El vuelo 311 de Thai Airways International - 31 de julio de 1992
- El vuelo 268 de PIA - 28 de septiembre de 1992
- El vuelo 501 de SAM Colombia - 19 de mayo de 1993
- El vuelo 901 de Aviateca - 9 de agosto de 1995
- El vuelo 965 de American Airlines - 20 de diciembre de 1995
- El vuelo 028 de LAC en Paraguay - 4 de febrero de 1996
- El vuelo 251 de Faucett Perú - 29 de febrero de 1996
- El vuelo 2801 de Vnukovo Airlines - 29 de agosto de 1996
- El vuelo 152 de Garuda Indonesia - 26 de septiembre de 1997
- El vuelo 801 de Korean Air - 6 de agosto de 1997
- El vuelo 310 de Cubana de Aviación - 25 de diciembre de 1999
- El vuelo 541 de Air Philippines - 19 de abril de 2000
- El vuelo 072 de Gulf Air - 23 de agosto de 2000
- El vuelo 222 de TANS Perú - 9 de enero de 2003
- El accidente de un Ilyushin Il-76 iraní - 19 de febrero de 2003
- El accidente del Yak-42 en Turquía - 26 de mayo de 2003
- El vuelo 967 de Armavia - 3 de mayo de 2006
- El vuelo 518 de Santa Bárbara Airlines - 21 de febrero de 2008
- El accidente del Tu-154 de la Fuerza Aérea de Polonia - 10 de abril de 2010
- El vuelo 812 de Air India Express - 22 de mayo de 2010
- El vuelo 202 de Airblue - 28 de julio de 2010
- El vuelo 952 de Hewa Bora Airways - 8 de julio de 2011
- El accidente aéreo del Eurocopter AS332 de la Fuerza Aérea Mexicana - 11 de noviembre de 2011
- El accidente del Sukhoi Superjet 100 en Indonesia - 9 de mayo de 2012
- El vuelo 267 de Trigana Air Services - 16 de agosto de 2015
- El vuelo 5735 de China Eastern Airlines - 21 de marzo de 2022